# Revenda de hospedagem
Revenda de hospedagem é um pacote que empresas de serviços de hospedagem criaram.
A Revenda de hospedagem é um serviço sob servidores virtuais onde o usuário dispôem de uma cota de um servidor dedicado, seja qual a plataforma for, cota esta em que o usuário poderá vender seus próprios planos de hospedagem, independentemente, com paineis de controles para criação de suas próprias contas (cPanel / WHM) ou (Plesk) para servidores virtuais em plataforma linux e (HELM) para servidores virtuais em plataformas Windows, com e-mails ilimitados, sub domínios, contas FTP, e todos os recursos disponíveis em um servidor dedicado.
Existem diversas empresas no setor de revenda, estas, oferecendo servidores virtuais, ou seja, servidores compartilhados para que o usuário tenha sua própria empresa de hospedagem sem que haja a necessidade de contratar um servidor dedicado com altos preços, que em sua maioria, são pagos em dólares americanos e também, sem que haja a necessidade de alto conhecimento como administradores, pois estes servidores virtuais são pré-configurados pela empresa contratada.

## Brasil
Estes servidores dedicados, podem estar sob link nacional, (EMBRATEL, Telemar, sob licenciamento ANATEL) que podem variar com conectividades entre 1 a 12 Mbps ou ainda, utilizar Data Centers no Exterior, em sua maioria, nos Estados unidos, estes, com alta conectividade variando de 10 mbps a 1 Giga por segundo, mas é importante salientar que, os servidores nacionais não perdem, na maioria das vezes, em questão de velocidade uma vez que estando em rede nacional tem uma menor ROTA (TRACEROUTE ou TRACERT) com PING (Packet Internetwork Groper) menor e assim obtendo maior facilidade de conexão, porém, com uma taxa de transferência menor, downloads e uploads para o seu site tem mais chance de serem mais rápidos em servidores internacionais devido a largura de banda maior.
Mas esta taxa de transferência nem sempre é preocupante quando referida a servidores dedicados no Brasil pois ela depende também da conexão do usuário, sendo assim de nada adianta um servidor com link de 100 Mbps se um usuário em questão está fazendo um download de um determinado arquivo utilizando uma conexão de 56 Kpbs, assim, a sua taxa de transferência dependerá de sua velocidade de conexão à internet, podendo variar entre 6 a 8 Kbps.
Os lucros obtidos, com as vendas de hospedagens ficam totalmente para o seu revendedor, no caso, o contratante, sendo assim ele, o contratante é quem recebe dos seus próprios clientes de forma direta, sem o intermédio da empresa prestadora do servidor de revenda, podendo ele, o revendedor tarifar seus serviços de hospedagem de sites conforme achar mais conveniente, da forma que desejar seguindo apenas, os valores de mercado, o que é sugerido.